# Razdelilna transformatorska postaja
Razdelilna transformatorska postaja (kratica: RTP) je stikalna postaja, ki je povezana z več daljnovodi tako prenosnega kot distribucijskega električnega omrežja. 

## Opis
RTP tako omogoča transformacijo napetosti na nižji napetostni nivo in sicer preko stikališča. 
Zaradi svoje vloge (zbiranje in razdeljevanje električne energije v večjem obsegu) se RTP ponavadi nahajajo ob elektrarnah ter pred večjimi urbanimi središči oz. gospodarskimi objekti. 
RTP je ponavadi sestavljena iz: visokonapetostnega stikališča (ki se zaradi potrebnih večjih razdalj nahaja na prostem), transformatorjev, srednjenapetosnega stikališča (ki se nahaja v zaprtem prostoru), komandnega oz. nadzornega prostora in pomožnih prostorov.

## Slovenija
Največja RTP v Sloveniji je RTP Brestanica, ki je bila posodobljena leta 2009. Vrednost prenove je bila 23,8 milijona evrov, pri čemer so sredstva prispevali: ELES (14,8 milijona), Termoelektrarna Brestanica (6,7 milijona) in Elektro Celje (2,3 milijona evrov). Elektro Celje je dodatno namenil 3,1 milijona evrov za postavitev novega distribucijskega 20 kV stikališča z dvema transformatorjema.